# Absalom Iimbondi
Absalom Nanjana Kamutyasa Iimbondi (Ongwediva, 11 ottobre 1991) è un calciatore namibiano, attaccante del Khomas Nampol e della Nazionale namibiana.

## Caratteristiche tecniche
È un centravanti.

## Carriera

### Nazionale
Ha esordito con la Nazionale namibiana il 4 luglio 2015 disputando l'incontro di qualificazione per il Campionato delle Nazioni Africane 2016 persa 2-1 contro lo Zambia.
È stato convocato per disputare la Coppa d'Africa 2019.

## Statistiche

### Cronologia presenze e reti in nazionale
| Cronologia completa delle presenze e delle reti in nazionale ― Namibia | Cronologia completa delle presenze e delle reti in nazionale ― Namibia | Cronologia completa delle presenze e delle reti in nazionale ― Namibia | Cronologia completa delle presenze e delle reti in nazionale ― Namibia | Cronologia completa delle presenze e delle reti in nazionale ― Namibia | Cronologia completa delle presenze e delle reti in nazionale ― Namibia | Cronologia completa delle presenze e delle reti in nazionale ― Namibia | Cronologia completa delle presenze e delle reti in nazionale ― Namibia |
| Data                                                                   | Città                                                                  | In casa                                                                | Risultato                                                              | Ospiti                                                                 | Competizione                                                           | Reti                                                                   | Note                                                                   |
| ---------------------------------------------------------------------- | ---------------------------------------------------------------------- | ---------------------------------------------------------------------- | ---------------------------------------------------------------------- | ---------------------------------------------------------------------- | ---------------------------------------------------------------------- | ---------------------------------------------------------------------- | ---------------------------------------------------------------------- |
| 7-11-2015                                                              | Luanda                                                                 | Namibia                                                                | 0 – 0 (4 – 3 dtr)                                                      | Zambia                                                                 | Amichevole                                                             | -                                                                      | 76’                                                                    |
| 26-5-2019                                                              | Umlazi                                                                 | Mozambico                                                              | 1 – 2                                                                  | Namibia                                                                | COSAFA Cup 2019 - 1º turno                                             | 1                                                                      |                                                                        |
| 28-5-2019                                                              | Umlazi                                                                 | Namibia                                                                | 1 – 2                                                                  | Malawi                                                                 | COSAFA Cup 2019 - 1º turno                                             | -                                                                      |                                                                        |
| 23-6-2019                                                              | Cairo                                                                  | Marocco                                                                | 1 – 0                                                                  | Namibia                                                                | Coppa d'Africa 2019 - 1º turno                                         | -                                                                      | 80’                                                                    |
| 10-9-2019                                                              | Windhoek                                                               | Namibia                                                                | 2 – 0                                                                  | Eritrea                                                                | Qual. Mondiali 2022                                                    | 1                                                                      |                                                                        |
| 22-9-2019                                                              | Antananarivo                                                           | Madagascar                                                             | 1 – 0                                                                  | Namibia                                                                | Qual. Campionato delle Nazioni Africane 2020 - 3º turno                | -                                                                      |                                                                        |
| 19-10-2019                                                             | Windhoek                                                               | Namibia                                                                | 2 – 0                                                                  | Madagascar                                                             | Qual. Campionato delle Nazioni Africane 2020 - 3º turno                | -                                                                      |                                                                        |
| 13-11-2019                                                             | Windhoek                                                               | Namibia                                                                | 2 – 1                                                                  | Ciad                                                                   | Qual. Coppa d'Africa 2021                                              | -                                                                      | 62’                                                                    |
| 8-10-2020                                                              | Phokeng                                                                | Sudafrica                                                              | 1 – 1                                                                  | Namibia                                                                | Amichevole                                                             | 1                                                                      |                                                                        |
| 13-11-2020                                                             | Bamako                                                                 | Mali                                                                   | 1 – 0                                                                  | Namibia                                                                | Qual. Coppa d'Africa 2021                                              | -                                                                      | 46’                                                                    |
| 17-11-2020                                                             | Windhoek                                                               | Namibia                                                                | 1 – 2                                                                  | Mali                                                                   | Qual. Coppa d'Africa 2021                                              | -                                                                      | 87’                                                                    |
| 19-1-2021                                                              | Limbe                                                                  | Guinea                                                                 | 3 – 0                                                                  | Namibia                                                                | Campionato delle Nazioni Africane 2020 - 1º turno                      | -                                                                      |                                                                        |
| 23-1-2021                                                              | Limbe                                                                  | Namibia                                                                | 0 – 1                                                                  | Tanzania                                                               | Campionato delle Nazioni Africane 2020 - 1º turno                      | -                                                                      | cap.                                                                   |
| 27-1-2021                                                              | Limbe                                                                  | Namibia                                                                | 0 – 0                                                                  | Zambia                                                                 | Campionato delle Nazioni Africane 2020 - 1º turno                      | -                                                                      | cap.                                                                   |
| 28-3-2021                                                              | Windhoek                                                               | Namibia                                                                | 2 – 1                                                                  | Guinea                                                                 | Qual. Coppa d'Africa 2021                                              | -                                                                      | 60’                                                                    |
| 7-7-2021                                                               | Port Elizabeth                                                         | Senegal                                                                | 1 – 2                                                                  | Namibia                                                                | COSAFA Cup 2021 - 1º turno                                             | -                                                                      | 79’                                                                    |
| 11-7-2021                                                              | Port Elizabeth                                                         | Namibia                                                                | 2 – 0                                                                  | Zimbabwe                                                               | COSAFA Cup 2021 - 1º turno                                             | -                                                                      | 76’                                                                    |
| 13-7-2021                                                              | Port Elizabeth                                                         | Malawi                                                                 | 1 – 1                                                                  | Namibia                                                                | COSAFA Cup 2021 - 1º turno                                             | -                                                                      |                                                                        |
| 14-7-2021                                                              | Port Elizabeth                                                         | Mozambico                                                              | 1 – 0                                                                  | Namibia                                                                | COSAFA Cup 2021 - 1º turno                                             | -                                                                      | 87’                                                                    |
| 5-9-2021                                                               | Lomé                                                                   | Togo                                                                   | 0 – 1                                                                  | Namibia                                                                | Qual. Mondiali 2022                                                    | -                                                                      | 87’                                                                    |
| 9-10-2021                                                              | Thiès                                                                  | Senegal                                                                | 4 – 1                                                                  | Namibia                                                                | Qual. Mondiali 2022                                                    | -                                                                      | 46’                                                                    |
| 15-11-2021                                                             | Johannesburg                                                           | Namibia                                                                | 0 – 1                                                                  | Togo                                                                   | Qual. Mondiali 2022                                                    | -                                                                      | 60’                                                                    |
| 12-7-2022                                                              | Durban                                                                 | Madagascar                                                             | 0 – 2                                                                  | Namibia                                                                | COSAFA Cup 2022 - Quarti di finale                                     | 1                                                                      |                                                                        |
| 15-7-2022                                                              | Durban                                                                 | Namibia                                                                | 1 – 0                                                                  | Mozambico                                                              | COSAFA Cup 2022 - Semifinale                                           | -                                                                      |                                                                        |
| 17-7-2022                                                              | Durban                                                                 | Namibia                                                                | 0 – 1                                                                  | Zambia                                                                 | COSAFA Cup 2022 - Finale                                               | -                                                                      |                                                                        |
| 24-3-2023                                                              | Yaoundé                                                                | Camerun                                                                | 1 – 1                                                                  | Namibia                                                                | Qual. Coppa d'Africa 2023                                              | -                                                                      | 45+4’ 90+4’                                                            |
| 28-3-2023                                                              | Johannesburg                                                           | Namibia                                                                | 2 – 1                                                                  | Camerun                                                                | Qual. Coppa d'Africa 2023                                              | 1                                                                      | 89’                                                                    |
| 20-6-2023                                                              | Dar es Salaam                                                          | Burundi                                                                | 3 – 2                                                                  | Namibia                                                                | Qual. Coppa d'Africa 2023                                              | -                                                                      |                                                                        |
| 11-7-2023                                                              | Durban                                                                 | Namibia                                                                | 0 – 0                                                                  | Botswana                                                               | Coppa COSAFA 2019 - 1º turno                                           | -                                                                      | 77’                                                                    |
| 4-9-2023                                                               | Harare                                                                 | Zimbabwe                                                               | 2 – 2 (5 – 4 dtr)                                                      | Namibia                                                                | Amichevole                                                             | -                                                                      |                                                                        |
| 8-1-2024                                                               | Kumasi                                                                 | Ghana                                                                  | 0 – 0                                                                  | Namibia                                                                | Amichevole                                                             | -                                                                      |                                                                        |
| 16-1-2024                                                              | Korhogo                                                                | Tunisia                                                                | 0 – 1                                                                  | Namibia                                                                | Coppa d'Africa 2023 - 1º turno                                         | -                                                                      |                                                                        |
| 21-1-2024                                                              | Korhogo                                                                | Sudafrica                                                              | 4 – 0                                                                  | Namibia                                                                | Coppa d'Africa 2023 - 1º turno                                         | -                                                                      | 46’                                                                    |
| 24-1-2024                                                              | San-Pédro                                                              | Namibia                                                                | 0 – 0                                                                  | Mali                                                                   | Coppa d'Africa 2023 - 1º turno                                         | -                                                                      | 74’                                                                    |
| 27-1-2024                                                              | Bouaké                                                                 | Angola                                                                 | 3 – 0                                                                  | Namibia                                                                | Coppa d'Africa 2023 - Ottavi di finale                                 | -                                                                      | 23’ 63’                                                                |
| Totale                                                                 |                                                                        | Presenze                                                               | 35                                                                     |                                                                        | Reti                                                                   | 5                                                                      |                                                                        |